# Гизекинг, Вальтер
Ва́льтер Ги́зекинг (нем. Walter Gieseking; 5 ноября 1895, Лион — 26 октября 1956, Лондон) — немецкий пианист и лепидоптеролог.

## Биография
Гизекинг родился в семье немецкого биолога и провёл детство во Франции. На фортепиано начал играть с четырёх лет, но профессионально обучаться начал лишь в 1911 году у Карла Лаймера в Ганноверской консерватории. В 1915 году Гизекинг исполнил в Ганновере цикл из всех сонат Бетховена. «Самое трудное было выучить их все наизусть», — говорил он. Настоящая известность к нему пришла пять лет спустя, когда в Берлине состоялись его концерты, на которых он исполнял музыку Дебюсси и Равеля, до того в Германии звучавшую очень редко. Критики отмечали высокое мастерство молодого пианиста.
С этого времени началась международная карьера Гизекинга. Многие мировые премьеры состоялись именно при его участии — в 1923 году на своём первом выступлении в Лондоне он в исполнил Фортепианный концерт Ханса Пфицнера, три года спустя в США — Концерт Хиндемита. В 1928 году с большим успехом прошли концерты пианиста в Париже. С. С. Прокофьев записал в своём дневнике за 3 ноября 1928 года: «Вечером пошёл на Гизекинга. Это первоклассный пианист, один из лучших: Рахманинов. Горовиц и он».
Вскоре, однако, Гизекингу был закрыт въезд в США в связи с обвинениями в его адрес в сотрудничестве с нацистами. В последующие несколько лет пианист выступал исключительно в Европе, Южной Америке и Японии. После окончания войны все обвинения были сняты, и в 1955 году состоялось возвращение Гизекинга в США — в Карнеги-холле он с большим успехом исполнил все фортепианные сочинения Клода Дебюсси. Позднее он дал несколько мастер-классов в Высшей школе музыки в Саарбрюккене.
Гизекинг обладал уникальной зрительной и слуховой памятью и мог зачастую запомнить всю партитуру целиком, не садясь за инструмент. «Я могу учить наизусть где угодно, даже в трамвае: ноты запечатлеваются в моем сознании, и, когда они туда попадают, их уже ничто не заставит исчезнуть»,— признавался он. Репертуар пианиста был весьма обширен и включал в себя сочинения от эпохи классицизма до композиторов XX века. Гизекинг записал антологии фортепианных сочинений Моцарта, Равеля и Дебюсси. Именно исполнение сочинений композиторов-импрессионистов составило славу Гизекинга как пианиста. Проект по записи всех фортепианных сонат Бетховена и Шуберта остался незавершённым из-за внезапной смерти музыканта. Гизекинг также исполнял сочинения Чайковского и Рахманинова, большое количество его записей выпущено на компакт-дисках.
Совместно со своим учителем Карлом Лаймером Гизекинг выпустил две книги: «Современное исполнение на фортепиано по Лаймеру — Гизекингу» (Modernes Klavierspiel nach Leimer — Gieseking ) и «Ритмика, динамика и другие проблемы фортепианного исполнительства по Лаймеру — Гизекингу» (Rhythmik, Dynamik und andere Probleme des Klavierspiels nach Leimer — Gieseking). В 1963 году вышла в печать его автобиография «Так я стал пианистом» (So wurde ich Pianist )